# Pacifastacus nigrescens
Pacifastacus nigrescens је животињска врста класе Crustacea која припада реду Decapoda и фамилији Astacidae. 

## Угроженост
Ова врста је крајње угрожена и у великој опасности од изумирања.

## Станиште
Станиште врсте су слатководна подручја.